# Comunità collinare Unione Versa Astigiano
La Comunità collinare Unione Versa Astigiano, detta anche U.V.A., era un'unione comunale di sette comuni della provincia di Asti situati nella Valle Versa.

## Comuni
Il capoluogo aveva sede legale a Cocconato, mentre la sede presidenziale era a Montiglio.
- Cocconato
- Cunico
- Montiglio Monferrato
- Piovà Massaia
- Robella
- Tonengo
- Viale

## Principi fondamentali
L'Unione dei Comuni aveva lo scopo di migliorare la qualità dei servizi ai cittadini, il superamento degli squilibri economici, sociali e territoriali esistenti sul territorio, l'ottimizzazione delle risorse economico-finanziarie, umane e strumentali, nonché la valorizzazione dell'ambiente e delle tradizioni storiche, culturali e religiose.